# Auguste Denayrouze
Auguste Denayrouze, né le 1er octobre 1837 dans le hameau de Giscard sur la commune de Montpeyroux (Aveyron) et mort à Paris le 14 novembre 1883, est un marin et inventeur français. Il est, avec Benoît Rouquayrol, l'un des inventeurs du scaphandre autonome. 

## Biographie
À l'âge de quinze ans, en 1852, il est reçu à l'École navale. Promu lieutenant de vaisseau en 1862, il s'embarque pour une expédition en Cochinchine. Il y contracte une grave affection qui le rend inapte au service en mer. Contraint au repos dans la commune d'Espalion, il y rencontre Benoît Rouquayrol, qui lui fait part de ses inventions. Depuis 1860, Rouquayrol avait déposé trois brevets d'appareil à l'usage des secours en milieu minier, afin de fournir de l'air aux mineurs en cas de coup de grisou ou d'inondation de galeries. Denayrouze décèle la possibilité d'adapter ce détendeur (appelé régulateur par Rouquayrol) et propose à Rouquayrol de développer son appareil dans une version sub-aquatique. Les deux hommes déposent alors, en 1864, le brevet de leur appareil plongeur Rouquayrol-Denayrouze, premier scaphandre autonome fournissant l'air à la demande. Cette même année de 1864 la Marine nationale française homologue l'appareil.
En février 1865, Auguste Denayrouze crée la Société Rouquayrol-Denayrouze. Auguste en est le responsable pour ce qui est du développement et de la commercialisation des inventions, autant auprès des marines nationales qu'auprès des entreprises privées. La même année, il crée la Société Française de Pêche aux Éponges pour la Méditerranée Orientale, basée à Izmir, dans l’Empire ottoman. Deux ans plus tard, l'appareil Rouquayrol-Denayrouze est présenté à l'Exposition universelle de Paris de 1867 et obtient la médaille d'or. Jules Verne, qui a dû assister à l'exposition, découvre cette invention avec enthousiasme et la choisit pour équiper le Capitaine Nemo et ses équipages du Nautilus dans son roman Vingt mille lieues sous les mers, paru pour la première fois en 1869. Il rend hommage aux inventeurs en citant cet équipement de plongée par son nom : appareil Rouquayrol-Denayrouze.
En 1869, Auguste confie à son frère Louis Denayrouze la gérance de la Société Française de Pêche aux Éponges pour qu'il puisse commercialiser leur appareil plongeur dans la Méditerranée Orientale. En 1874, Auguste Denayrouze dissout les sociétés Société Rouquayrol-Denayrouze et Société Française de Pêche aux Éponges pour la Méditerranée Orientale pour créer une seule société, la Société des Spécialités Mécaniques Réunies, dont son frère Louis devient le directeur.
Il décède le 14 novembre 1883 à son domicile du 9, rue de Maubeuge, à Paris.

## Chronologie des brevets Rouquayrol-Denayrouze

### Brevets de Benoît Rouquayrol
- 14 avril 1860 : Benoît Rouquayrol dépose un brevet pour un « régulateur » destiné à un appareil de sauvetage des mineurs victimes de coups de grisou et de galeries noyées.
- 16 janvier 1862 : brevet de pince-nez et d'embout buccal en caoutchouc vulcanisé fixé sur un bec métallique. Ce système permet de supprimer le lourd casque de scaphandrier.
- 25 août 1863 : brevet de pompe soufflante spéciale, dans laquelle les pistons sont fixes et c'est le corps de pompe qui est mobile.

### Brevets partagés entre Rouquayrol et Auguste Denayrouze

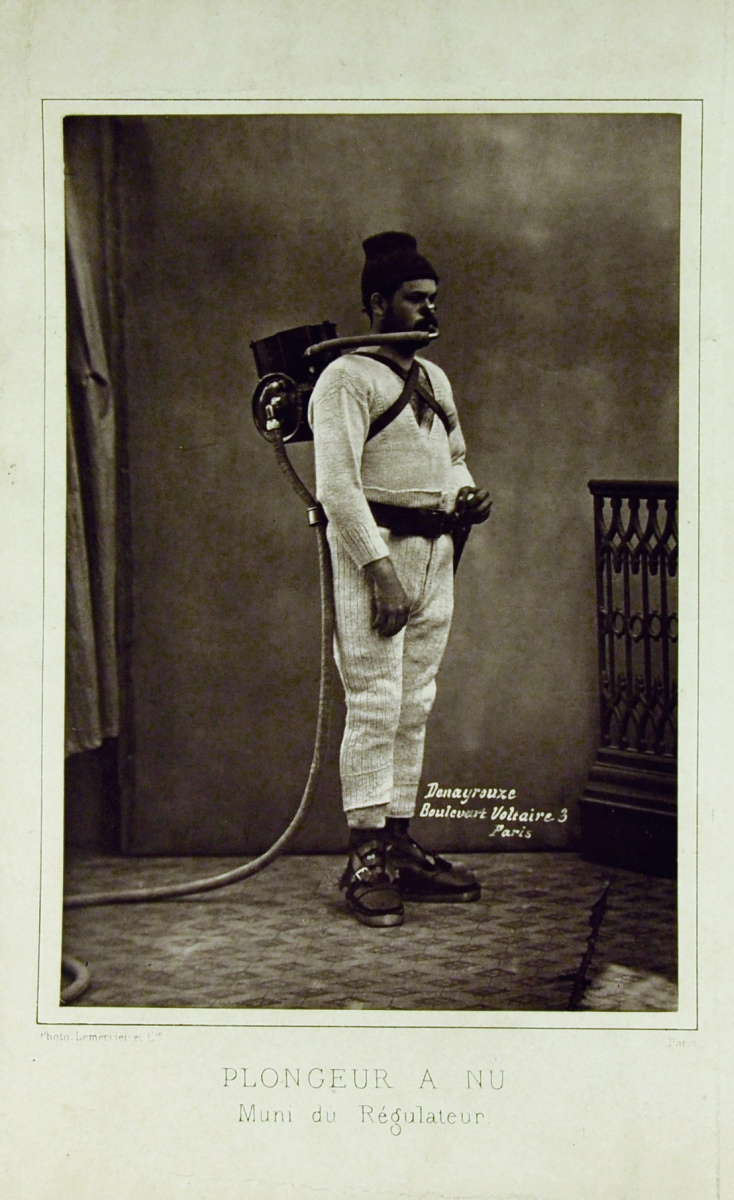
Plongeur à nu, muni du régulateur

- 11 mars 1864 : brevet de réservoir intermédiaire destiné à la version alimentée par pompage, avec pompe manuelle en surface et aussi, en usage alternatif, un réservoir d'air comprimé gonflé à 40 atmosphères pour la version autonome. C'est l'appareil Rouquayrol-Denayrouze, le premier à être destiné à la plongée sub-aquatique. Pour ce brevet de 1864 deux variations du régulateur de 1860 vont se suivre en adaptation à la plongée. Le premier est le type dit « basse pression » (8 et 25 litres), alimenté en air par une pompe et utile autant en milieu marin qu'en milieu minier. Le deuxième modèle est le type dit « haute pression » (35 litres), autonome grâce à une réserve d'air pressurisé à 30 kg et permettant une autonomie d'une demi-heure à 10 mètres de profondeur. Une variante de ce dernier, en fer avec rivets de renfort, pouvait être pressurisée à 40 kg. Afin de protéger le plongeur du froid des profondeurs marines Rouquayrol et Denayrouze créent un habit étanche en toile caoutchoutée, comme celui déjà utilisée par les scaphandriers de cette époque. Des semelles de plomb de huit kilogrammes chacune viennent compléter l'équipement. Le plongeur porte un pince-nez mais aucun équipement n'est prévu pour protéger ses yeux, car les premiers essais sont faits par des « cabussairs », des plongeurs en apnée d'Espalion qui pratiquent la pêche de poissons piégés à cet effet dans des herbiers sub-aquatiques et qui plongent les yeux grands ouverts sous l'eau sans aucun type de protection. Un appareil de cette génération de 1864 est exposé au Musée du scaphandre d'Espalion. Il est le seul exemplaire connu et encore conservé de l'appareil Rouquayrol-Denayrouze original. C'est la société Piel, héritière à la succession des sociétés Denayrouze et Charles Petit, qui l'a offert au musée.
- 27 juin 1864, brevet no 63606 : adjonction au scaphandre autonome d'un habit en toile caoutchoutée conçu par les deux associés. Le brevet est déposé en y incluant une petite cloche à hublot unique, pour la tête du plongeur. La cloche se remplit d'air au fur et à mesure des expirations du plongeur.

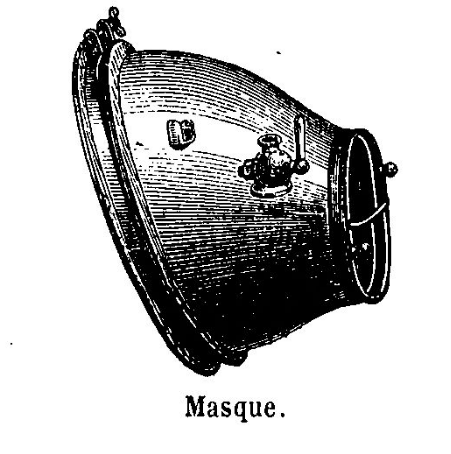
Masque (ou groin) du scaphandre de plongée Rouquayrol-Denayrouze

- 1865 : Rouquayrol et Denayrouze constatent que le système de la cloche au remplissage d'air progressif est insuffisant pour la protection des yeux du plongeur et que leur première conception avec pince-nez et sans protection pour les yeux doit être complètement abandonnée au profit d'un système de protection permanente des yeux du scaphandrier. Ils conçoivent un masque facial en cuivre adaptable à l'habit de plongée et qu'ils surnomment « groin » de par sa forme. L'air en provenance du régulateur arrive dans le masque par un embout buccal et les gaz d'expiration sont évacués moyennant un robinet manuel à soupape de non-retour. Trois brevets de ce masque-groin se succèdent en passant de un à trois puis finalement quatre hublots, mais des difficultés relevées par les plongeurs l'ayant utilisé amènent Auguste Denayrouze, en 1866, à remplacer le masque-groin par un casque scaphandre traditionnel équipé du même embout buccal et du même robinet d'évacuation d'air vicié.
- 5 septembre 1865 : adjonction au scaphandre d'un sifflet avertisseur qui annonce un bas niveau de la réserve d'air.
- 17 février 1866 : brevet d'un filtre en toile métallique qui empêche les particules marines de venir entraver le mécanisme du régulateur.

### Brevets d'Auguste Denayrouze
- Janvier 1873 : soupape Denayrouze à bouton-poussoir, sur lequel le plongeur peut appuyer par une pression de sa tête.
- Janvier 1873 : Casque Denayrouze 1873 à trois boulons. Les trois boulons sont ceux qui tiennent l'habit de plongée en le pinçant entre le bonnet du casque et la pèlerine. L'arrivée d'air ne se fait plus par un embout buccal mais directement dans le casque, qui inclut toujours le robinet d'évacuation d'air vicié ainsi que, nouveauté, le bouton-poussoir, qui jouit d'un brevet indépendant. Un réservoir intermédiaire entre la pompe et l'espace clos du casque assure une régularité de l'apport d'air, ce qui protège les oreilles du plongeurs des différences de pression générées par les à-coups des pompes traditionnelles qui jusqu'alors envoyaient l'air directement dans les casques des scaphandriers.

### Brevets de Louis Denayrouze, frère d'Auguste
- 2 juin 1872 : brevet de « l'Aérophore », un appareil qui à nouveau est destiné au sauvetage en milieu minier, doublé d'un brevet de lampe à pétrole étanche qui peut aussi être utilisée sous l'eau.
- Février 1874 : brevet du « Cornet acoustique sous-marin », premier téléphone sous-marin permettant au plongeur de communiquer avec les équipages restés en surface.
- 1889 : Brevet de casque Denayrouze 1889 à crochet. Il s'agit d'un système de fixation à crochet sans boulons. Plusieurs constructeurs adoptent ce système, mais il n'obtient pas le succès attendu car les plongeurs, habitués aux systèmes de fixation par le biais de boulons, restent sceptiques quant à ce crochet. Ce type de scaphandre est celui que Tintin utilise dans la bande dessinée Le Trésor de Rackham le Rouge.

## Chronologie des sociétés dépositaires des brevets
- 1865-1874 : Auguste Denayrouze crée deux sociétés, la « Société Rouquayrol-Denayrouze » (avec Benoît Rouquayrol et Auguste Denayrouze comme associés directeurs) et la « Société Française de Pêche aux Éponges pour la Méditerranée Orientale » (avec Louis Denayrouze à la direction à partir de 1869).
- 1874-1884 : Auguste Denayrouze dissout en 1874 ses deux sociétés, la « Société Rouquayrol-Denayrouze » et la « Société Française de Pêche aux Éponges pour la Méditerranée Orientale », et crée une unique société, la « Société des Spécialités Mécaniques Réunis ». Il place son frère Louis Denayrouze à la direction.
- 1884-1895 : changement de statut, l'entreprise devient la « Société anonyme des Spécialités Mécaniques ». Louis Denayrouze n'en est plus le directeur mais il reste en tant qu'ingénieur et conseiller.
- 1895-1920 : la « Société Charles Petit », du propriétaire de même nom, achète les « Spécialités Mécaniques » à Louis Denayrouze en 1895.
- 1920-1930 : Charles Petit s'associe avec le fiancé de sa fille, René Piel, et le nom de la société devient « Société Charles Petit et René Piel ».
- 1930-1939 : mort de Charles Petit en 1930, la société devient les « Établissements René Piel ».
- 1939-1940 : la société change de statut en 1939 et devient la « Société Anonyme René Piel ».
- 1940-1965 : mort de René Piel en 1940, c'est son fils Bernard qui reprend l'affaire et la société devient les « Établissements Bernard Piel »[4].

### Labels des appareils plongeurs
- Jusqu'en 1874 les appareils plongeurs étaient immatriculés sur les plaques matricule sous le nom « appareils plongeurs Rouquayrol-Denayrouze ».
- À partir de 1874 et jusqu'en 1965 les plaques n'indiqueront que le label « appareils plongeurs Denayrouze » avec ensuite le nom de la société, nom de société changeant selon les époques indiquées.
- Bernard Piel a été, en 1965, le dernier fabricant d'appareils plongeurs Denayrouze. La commercialisation de l'invention de Benoît Rouquayrol aura duré très exactement un siècle (de 1865 à 1905 et de 1920 à 1965).